# Boraras naevus
Cá trâm nhọ (Danh pháp khoa học: Boraras naevus) là một loài cá trong chi cá trâm Boraras thuộc họ cá chép Đây là một loài cá trâm mới được xác định ở lưu vực sông Mekong và gọi là cá trâm nhọ Borarus naevus. Chúng là loài có kích thước khoảng 2 cm, phân bố ở vùng duyên hải Surat Thani, nam Thái Lan. Đây là một trong những phát hiện quan trọng trong đợt khảo sát tiến hành vào năm 2011. Loài cá này được đặt tên theo đốm đen lớn nằm ở hai bên thân. Tên khoa học của chúng là "neavus" theo tiếng latin có nghĩa là "nhọ".